# Ferdinand Schörner
Ferdinand Schörner (12 de juny de 1892 - 2 de juliol de 1973) va ser un comandant militar alemany que va ocupar el rang de Generalfeldmarschall al Heer de l'Alemanya nazi durant la Segona Guerra Mundial. Va comandar diversos grups de l'exèrcit i va ser l'últim comandant en cap de l'exèrcit alemany.
Schörner era un nazi dedicat i es va fer conegut per la seva crueltat. Al final de la Segona Guerra Mundial, era el comandant favorit de Hitler. Després de la guerra va ser condemnat per crims de guerra pels tribunals de la Unió Soviètica i Alemanya Occidental, i va ser empresonat a la Unió Soviètica, Alemanya de l'Est i Alemanya Occidental.

## Biografia

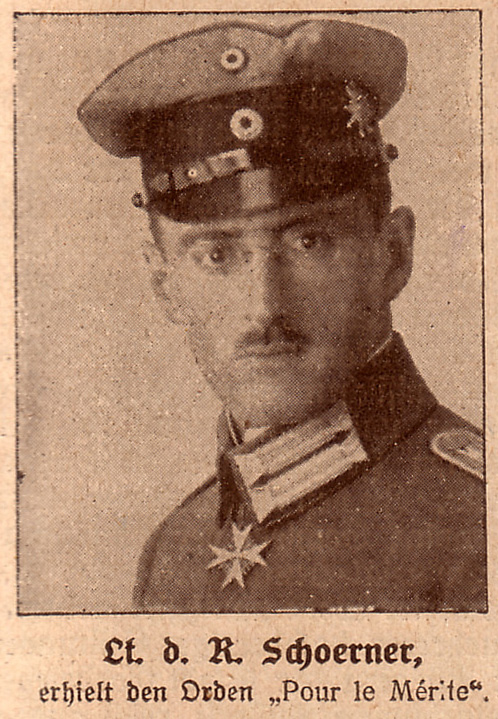
El tinent Schörner amb la Pour le Mérite

Schörner va néixer el 12 de juny de 1892 a Munic, al Regne de Baviera, Imperi Alemany. Va ingressar a l'exèrcit de Baviera l'octubre de 1911 com a voluntari d'un any amb el regiment Leib de Baviera, i el novembre de 1914 era Leutnant der Reserve. Servint a la Primera Guerra Mundial, va rebre l'orde militar Pour le Mérite com a tinent quan va participar en la batalla de Caporetto, que va trencar les línies italianes a la tardor de 1917. Continuant al Reichswehr, entre les dues guerres, Schörner va exercir com a oficial d'estat major i instructor. El 1923 va ser ajudant del general Otto von Lossow, el comandant del Wehrkreis VII (districte militar) a Munic i va participar en la derrota del Putsch de la Cerveseria.

### Segona Guerra Mundial

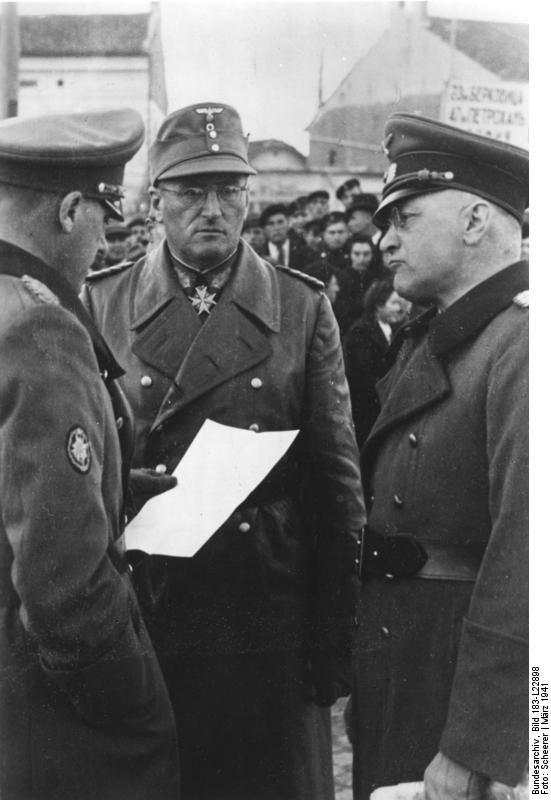
Schörner (centre) a Bulgària, 1941

Schörner va comandar el 98è Regiment de Muntanya a la invasió de Polònia el 1939. Durant la campanya dels Balcans de 1941, va comandar la 6a Divisió de Muntanya i va guanyar la Creu de Cavaller pel seu paper en trencar la línia Metaxas. Amb aquesta divisió, Schörner va participar en l'operació Barbarroja el juny de 1941. La 6a Divisió Gebirgs va ser assignada als sectors àrtics del front oriental. El 1942 com a general der Gebirgstruppe va prendre el comandament del XIX Cos de Muntanya, part de l'exèrcit alemany a Finlàndia. Amb aquest comandament va participar en l'atac fallit a Múrmansk i en la guerra d'estancament que va seguir. La tasca de Schörner era mantenir les mines de níquel de Pechenga en mans alemanyes. Quan els soviètics van obrir una ofensiva contra el sector àrtic, la divisió va participar en els combats. El febrer de 1942, Schörner va ser ascendit al rang de Generalleutnant, comandant el Cos de Muntanya Noruega.
Més tard va comandar el XXXX Cos Panzer al front oriental de novembre de 1943 a gener de 1944. El març de 1944 va ser nomenat comandant del Grup d'Exèrcits A, i al maig comandant del Grup d'Exèrcits d'Ucraïna Sud. Després d'afirmar que el port de Sebastòpol es podria mantenir durant molt de temps fins i tot si Crimea caigués, va canviar d'opinió i, en contra de la voluntat de Hitler, va evacuar el port del Mar Negre . Aquesta retirada es va produir massa tard i el 17. Armee que controlava Crimea va patir greus pèrdues, amb molts homes morts o capturats mentre esperaven als molls per ser evacuats. A finals de la primavera de 1944, Schörner va supervisar la retirada del riu Dnièster a Romania.
Schörner va ser ascendit al rang de Generaloberst el maig de 1944. Al juliol va esdevenir comandant del Grup d'Exèrcits Nord, que més tard va ser rebatejat com a Grup d'Exèrcits Courland, on va romandre fins al gener de 1945 quan va ser nomenat comandant del Grup d'Exèrcits Centre, defensant Txecoslovàquia i el curs superior del riu Oder. Es va convertir en el favorit dels líders nazis d'alt nivell com Joseph Goebbels, les entrades del diari de març i abril de 1945 tenen moltes paraules d'elogi per a Schörner i els seus mètodes. El 5 d'abril de 1945, Schörner va ser ascendit a mariscal de camp i va ser nomenat nou comandant en cap de l'Alt Comandament de l'Exèrcit alemany (OKH, Oberkommando des Heeres) en el testament de Hitler. Va servir nominalment en aquest càrrec fins a la rendició del Tercer Reich el 8 de maig de 1945, però va continuar comandant el seu grup d'exèrcits, ja que no tenia personal disponible. No va tenir cap influència perceptible en els darrers dies del Reich.
El 7 de maig, el dia que el general Alfred Jodl, cap d'estat major de l'OKW estava negociant la rendició de totes les forces alemanyes al SHAEF, l'últim que l'OKW havia sentit de Schörner va ser el 2 de maig. Havia informat que tenia la intenció de lluitar cap a l'oest i lliurar el seu grup d'exèrcits als nord-americans. El 8 de maig, el coronel de l'OKW Wilhelm Meyer-Detring va ser escortat a través de les línies americanes per contactar amb Schörner. El coronel va informar que Schörner havia ordenat al seu comandament operatiu observar la rendició, però no podia garantir que l'obeirien a tot arreu. Schörner va ordenar la continuació de la lluita contra l'Exèrcit Roig i els insurgents txecs de l'aixecament de Praga. Més tard aquell dia, Schörner va desertar i va volar a Àustria, on va ser arrestat pels nord-americans el 18 de maig. Elements del Grup d' Exèrcits Centre van continuar resistint la força aclaparadora de l' Exèrcit Roig que va envair Txecoslovàquia durant l'ofensiva final de Praga. Les unitats del Grup d'Exèrcits Centre, les últimes grans unitats alemanyes que es van rendir, van capitular l'11 de maig de 1945.

### Judicis i condemnes de postguerra
Acabada la guerra, Schörner es va rendir als nord-americans el 18 de maig de 1945, que unes setmanes més tard el van lliurar a les autoritats soviètiques com a presoner de guerra. L'agost de 1951 va ser acusat de crims de guerra, i el febrer de 1952 la Junta Militar del Tribunal Suprem soviètic el va condemnar a 25 anys de presó. Un decret del Presídium del Soviet Suprem de l'abril de 1952 va reduir aquesta pena a 12 anys i mig. Un decret de desembre de 1954 va permetre que fos lliurat a les autoritats d'Alemanya de l'Est, i va ser alliberat el 1955. Tornant a Alemanya Occidental, va ser arrestat i acusat d'execucions de soldats de l'exèrcit alemany acusats de deserció. Schörner va ser declarat culpable d'homicidi involuntari i intent d'homicidi involuntari i condemnat a quatre anys i mig de presó. Va ser alliberat el 4 d'agost de 1960 i va viure en l'obscuritat a Munic fins a la seva mort el 1973. En el moment de la seva mort, era l'últim mariscal de camp supervivent del Tercer Reich. A finals dels anys 60, va concedir una llarga entrevista a l'historiador italià Mario Silvestri sobre el seu paper i les seves accions durant la victòria austroalemanya a la batalla de Caporetto a la Primera Guerra Mundial, però poques vegades va parlar del seu servei a la Segona Guerra Mundial.

## Avaluació
Els veterans alemanys van criticar especialment a Schörner per una ordre de 1945 que tots els soldats trobats darrere de les línies del front, que no tenien ordres escrites d'estar-hi, havien de ser jutjats al mateix lloc i penjats si es consideraven culpables de deserció. Això s'esmenta en els escrits de Siegfried Knappe, Hans von Luck i Joseph Goebbels. "Els desertors no reben pietat d'ell", va escriure Goebbels sobre Schörner l'11 de març de 1945. "Els estan penjats de l'arbre més proper amb un cartell al coll que diu 'Sóc un desertor. He rebutjat defensar les dones i els nens alemanys i, per tant, jo han estat penjats'". (Ich bin ein Deserteur. Ich habe mich geweigert, deutsche Frauen und Kinder zu beschützen und bin deshalb aufgehängt worden.) Goebbels va continuar amb: "Naturalment, aquests mètodes són efectius. Tots els homes de l'àrea de Schörner saben que pot morir al front, però que inevitablement moriran a la rereguarda". Gottlob Herbert Bidermann, un oficial de la 132a Divisió d'Infanteria, que va servir al comandament de Schörner el 1944–45, va informar a les seves memòries que el general era menyspreat tant pels oficials com pels homes.
Es deia que Schörner estava dedicat a Hitler, una visió que es veu confirmada pel nomenament de Schörner per part de Hitler com a reemplaçament com a comandant en cap de l'exèrcit alemany en el seu suïcidi en l'última voluntat i testament d'Adolf Hitler. Schörner no va dubtar a secundar la fantasia d'Hitler durant les últimes setmanes de la guerra, acceptant que l'objectiu principal de l'Exèrcit Roig seria Praga en comptes de Berlín (en si mateix un error estratègic colossal) i així el va portar a debilitar les críticament fines línies de defensa davant de Berlín. L'historiador Ian Kershaw el va descriure el 2011 (BBC History Magazine) com "extraordinàriament brutal". A The End (2012), Kershaw descriu Schörner com "un lleial (nazi) fanàtic", una indicació d'això és que havia servit durant un breu període el març de 1944 com a cap de l'Estat Major de l'exèrcit de NS. Aquest últim era l'encarregat de coordinar les relacions entre els militars i el Partit Nazi.
Schörner es representa habitualment a la literatura històrica com un simple disciplinari i un devot esclau de les ordres defensives d'Adolf Hitler, després que Alemanya perdés la iniciativa a la segona meitat de la Segona Guerra Mundial el 1942/43. Investigacions més recents de l'historiador nord-americà Howard Davis Grier i l'historiador alemany Karl-Heinz Frieser descriuen a Schörner com un comandant talentós amb una capacitat organitzativa "sorprenent" en la gestió d'un grup de l'exèrcit de 500.000 homes durant els combats a finals de 1944 al front oriental. Va ser dur tant amb els superiors com amb els subordinats i va dur a terme operacions per la seva pròpia autoritat contra les ordres de Hitler quan ho considerava necessari, com l'evacuació de la península de Sõrve. 

## Promocions
Gefreiter : 1 d'abril de 1912
 Unteroffizier: 1 d'agost de 1912
 Vizefeldwebel (der Reserve) : 22 de maig de 1913
 Offiziersstellvertreter: 28 d'agost de 1914
 Leutnant (der Reserve der Infanterie) - 29 de novembre de 1914
  Oberleutnant – 15 de juliol de 1918
 Hauptman - 1 d'agost de 1926
 Major – 14 d'agost de 1934
 Oberstleutnant – 16 de març de 1937
 Oberst - 27 d'agost de 1939
 Generalmajor – 17 de desembre de 1941
 Generalleutnant – 28 de febrer de 1942
 General der Gebirgstruppe – 15 de maig de 1942
 Generaloberst – 20 de maig de 1944
 Generalfeldmarschall - 5 d'abril de 1945

## Condecoracions
Creu de Cavaller de la Creu de Ferro amb Fulles de Roure, Espases i Brillants:
 Creu de Cavaller - 20 d'abril de 1941 com a general major i comandant de la 6a Divisió Gebirgs
 Fulles de Roure - 17 de febrer de 1944 (398è) com a general der Gebirgstruppe i comandant de XXXX. Panzerkorps
 Espases - 28 d'agost de 1944 (93è) com a Generaloberst i comandant en cap de l'Heeresgruppe Nord
 Brillants - 1 de gener de 1945 (23è) com a Generaloberst i comandant en cap de l'Heeresgruppe Nord
 Pour le Mérite (Prússia) (5 de desembre de 1917)
 Creu de Ferro 1914 de 1a Classe (27 de gener de 1917) 
 Creu de Ferro 1914 de 2a Classe (22 de desembre de 1914) 
 Barra de 1939 a la Creu de Ferro 1914 de 1a Classe (20 de setembre de 1939) 
 Barra de 1939 a la Creu de Ferro 1914 de 2a Classe (12 de setembre de 1939) 
 Orde del Mèrit Militar amb Espases de 4a Classe (Baviera) 
 Creu al Mèrit Militar de 3a classe amb distintiu de guerra (Àustria-Hongria, 20 d'abril de 1916) 
 Insígnia de Ferit, 1918, en negre
 Creu d'Honor dels Combatents del Front
 Medalla del 13 de març de 1938 
 Medalla de l'1 d'octubre de 1938 amb barra "Castell de Praga"
 Medalla del Llarg Servei a la Wehrmacht de I i IV classe
 Creu Alemanya en Or
 Medalla de la Campanya d'Hivern a l'Est 1941/42 (20 d'agost de 1942)
 Insígnia d'Or de l'NSDAP (30 de gener de 1943)
 Cinta de màniga de Curlàndia
 Orde de la Creu de la Llibertat 1a classe (Finlàndia, 1 de juliol de 1942)
 Comanador de l'orde de la Corona d'Itàlia
 Gran oficial de l'orde de Sant Alexandre amb espases (15 de juliol de 1941) (Regne de Bulgària)